# Орланд-Гіллс (Іллінойс)
Орланд-Гіллс (англ. Orland Hills) — селище (англ. village) в США, в окрузі Кук штату Іллінойс. Населення — 6893 особи (2020).

## Географія
Орланд-Гіллс розташований за координатами 41°35′26″ пн. ш. 87°50′32″ зх. д. / 41.59056° пн. ш. 87.84222° зх. д. (41.590654, -87.842149).  За даними Бюро перепису населення США в 2010 році селище мало площу 2,98 км², з яких 2,96 км² — суходіл та 0,02 км² — водойми.

## Демографія
Згідно з переписом 2010 року, у селищі мешкало 7149 осіб у 2394 домогосподарствах у складі 1871 родини. Густота населення становила 2400 осіб/км².  Було 2458 помешкань (825/км²).
Расовий склад населення:
| - 82,1 % — білих - 7,6 % — чорних або афроамериканців - 4,9 % — азіатів - 0,2 % — корінних американців - 3,3 % — осіб інших рас |

До двох чи більше рас належало 2,0 %. Частка іспаномовних становила 11,2 % від усіх жителів.
За віковим діапазоном населення розподілялося таким чином: 28,5 % — особи молодші 18 років, 64,9 % — особи у віці 18—64 років, 6,6 % — особи у віці 65 років та старші. Медіана віку мешканця становила 34,5 року. На 100 осіб жіночої статі у селищі припадало 93,3 чоловіків;  на 100 жінок у віці від 18 років та старших — 90,4 чоловіків також старших 18 років.
Середній дохід на одне домашнє господарство  становив 77 802 долари США (медіана — 72 500), а середній дохід на одну сім'ю — 84 723 долари (медіана — 80 875). Медіана доходів становила 48 538 доларів для чоловіків та 41 500 доларів для жінок. За межею бідності перебувало 11,9 % осіб, у тому числі 17,8 % дітей у віці до 18 років та 0,0 % осіб у віці 65 років та старших.
Цивільне працевлаштоване населення становило 3724 особи. Основні галузі зайнятості: освіта, охорона здоров'я та соціальна допомога — 22,1 %, роздрібна торгівля — 15,5 %, науковці, спеціалісти, менеджери — 11,9 %, мистецтво, розваги та відпочинок — 9,4 %.